# Установка дегідрогенізації у Чайковському
Установка дегідрогенізації у Чайковському — складова нафтохімічного майданчику у місті Чайковський Пермського краю Росії.
З 1985-го у Чайковському розпочала роботу установка дегідрогенізації ізобутану, сировину для якої повинна була постачати розташована неподалік установка фракціонування зріджених вуглеводневих газів. Проектна потужність установки дегідрогенізації становила 80 тисяч тонн ізобутилену на рік, проте у першій половині наступного десятиліття вона працювала з мінімальним навантаженням, а наприкінці 1990-х кілька років перебувала на консервації, так що у підсумку зазначений проектний показник досягнули лише в 2004-му. Втім, ще через п'ять років установку модернізували до потужності у 120 тисяч тонн на рік.
Первісно з ізобутилену шляхом реакції з формальдегідом (реакція Прінса) планували виробляти ізопрен, що в свою чергу призначався для продукування синтетичного каучуку (можливо відзначити, що саме ізопрен є основним мономером каучуку природного). Для лінії ізопрену обрали проектну потужність у 120 тисяч тонн, а споживачем її продукції мав бути завод у Ярославлі. Втім, вже у 1995-му виробництво ізопрену припинили.
Починаючи з 1998-го в Чайковському на основі ізобутилену почалось виробництво високооктанової паливної присадки — метилтретинного бутилового етеру. Станом на середину 2010-х потужність майданчику по МТВЕ становила 220 тисяч тонн на рік.
В 1995-му завершили та ввели в експлуатацію установку розділення бутилен-бутадієнової фракції (основним її джерелом зазвичай є піролізні установки), яка мала випускати бутадієн в обсягах 80 тисяч тонн. Втім, вона пропрацювала недовго та вже у 1997-му була зупинена. А ще за два роки її переробили під фракціонування бензолу з потужністю до 118 тисяч тонн на рік.